# Mirrativ
Mirrativ（ミラティブ）は、株式会社ミラティブが運営している、映像配信スマートフォンアプリ、およびウェブサービス。2018年3月30日まで株式会社ディー・エヌ・エーが運営していた。アプリ対応OSはiOS、Android。サービスコンセプトは「友達んちでドラクエやってる友達を見てる感じ」。

## 概要
スマートフォンの画面を直接視聴者に生配信で届けるという、1対多の画面ミラーリングサービス。視聴者はコメント送信機能によって、配信者や他視聴者とやり取りをする事が可能。また、コラボ機能が提供されており、配信者と視聴者が通話可能である。配信された映像は録画されており、アーカイブ映像が3日間残る。これをダウンロードし、YouTube等の動画投稿サイトに投稿することも可能。
iOSの場合はReplayKit Liveに対応した一部のアプリのライブ機能（iOS 11.0以降は画面収録のブロードキャスト機能）、Android（Android 5.0以降）の場合は画面ミラーリング機能を用いることで、スマートフォン端末以外の機材を必要とせず配信が可能である。その他、WindowsあるいはMacintoshを用い、Open Broadcaster Software（OBS）等の画面配信ソフトとブラウザを使うことでも配信が可能。
また、JASRACとも提携しており、放送内で委託された音楽を使用することができる。尚、その場合は放送後に使用音楽の報告をしなければいけない。
Web版には検索やフォロー機能がなく、配信者を探す際はそれぞれにある特有の番号をURLに記入しなければならない。また配信されているカテゴリーもそのカテゴリーを配信している配信者を探さなければ同類のカテゴリーの配信者を見つけることはできない。
ミラティブアカウントをtwitterと連携することにより、突然スマホが故障したときや間違えてログアウトやアプリを消したときなどに問題なくミラティブアカウントにログインすることができる。

## 使用状況
出典：
1. 利用者のうち配信者が70%を越え、スマホゲーム配信者数日本一を突破した（ミラティブ調べ）。配信者のうち30%が7日以上連続で15分以上配信している配信者である。
2. 平均配信時間及び平均視聴時間は1人あたり1日100分。
3. 初配信でコメントを貰った配信者の割合は約90%。
4. OS別ユーザー割合はiOSが約60%、Androidが約40%。
5. トップ配信者（1人）の累計配信時間は5,980時間（約249日分）。
6. 2020年現在 一度に最長10時間まで配信可能。

## エモモについて
エモモは、2018年8月1日に株式会社ミラティブが公開した新機能。「あなたは、誰にでもなれる」をキーコンセプトにユーザーはアバター（エモモ）を自由に着せ替えができ、一部の端末では、自分の配信やゲーム実況に連動して動かすことができる。エモモは、髪型・目・口・輪郭・服・体型等を、β版期間中で48億通り以上の組み合わせで自由に着せ替えることができ、設定した感情に応じて表情や動きが声に連動して変化する。Mirrativを通じてゲーム実況等を行う際、視聴者の画面下部に、動く自分のエモモを表示されるため視聴者は常に情報を確認することができる。
2018年8月1日の公開当初は、まいにち配信者及び抽選で選ばれたユーザーのみ利用可能。同年8月14日のアップデートにより、Android 7系以降のユーザーでもエモモを利用可能になった。同年9月5日より対応端末なら全員がエモモを利用可能になり、同年11月14日からAndroid 5・6系でもエモモを利用した配信が可能になった。
iPhone Xや外部ツール等の特殊機材を必要とせず、Mirrativで配信ができる端末であれば動作する（βリリース時点ではiOSのみ・iPhone 5s等の一部端末は未対応）。カメラ機能を使用していないため、ユーザーの姿を一切配信に映すことは無い。

## ミラティブの収益
視聴者はMirrativを基本的に無料で使えるが、課金することもできる。配信者はMirrativにより収入を得ることもできる。このため、ミラティブは収益を上げている。ミラティブがMirrativにより得られる収益源は、次のようなものがある。
- 広告 - ゲーム会社とタイアップすることで、ゲーム実況を観に来ている視聴者に訴求力をもつ広告を配信することができる。
- 手数料 - 視聴者は配信者に対して、100円から1万円相当のプレゼントを送ることができるギフティング機能があり、そのプレゼントを購入する際の手数料が、ミラティブの収入となる[5]。
- 「コイン」販売 - Mirrativ内での通貨でアプリ内課金などで入手できる「コイン」は、「エモモ」で使える「アイテムガチャ」を回すために使える[6]。

ミラティブ社はDeNAの一事業として生まれ、10億円の資金調達とMBOの後、わずか1年以内で35億円もの追加大型調達に成功している。